# Élie Guadet

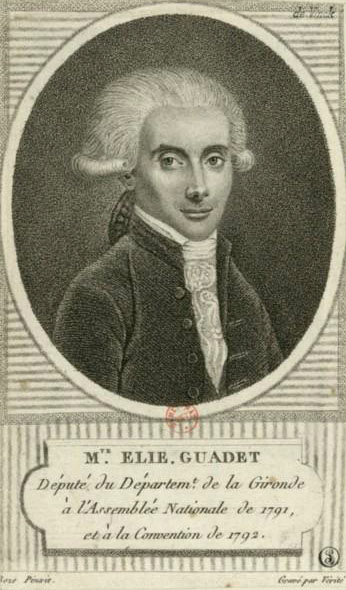
Élie Guadet.

Marguerite Élie Guadet, född 20 juli 1758, död 19 juni 1794, var en fransk revolutionspolitiker. Han var farbror till Joseph Guadet.
Guadet var ursprungligen advokat i Gironde, blev 1791 medlem av lagstiftande församlingen och 1792 av konventet. Guadet tillhörde gironden och kan ses som ledare för den högerorienterade falangen inom denna. Såväl i lagstiftande församlingen som i konventet kämpade han mot berget och dess ledare. Efter girondisternas fall lyckades han fly till Bordeaux, greps under dramatiska omständigheter och avrättades.